# Dorst (football)
Pour les articles homonymes, voir Dorst (homonymie).
Dorst était un joueur de football néerlandais, international indonésien, qui jouait en tant que défenseur.

## Biographie
Il a joué au Sidolig Bandung et au VIOS Batavia, sans connaître en détail sa carrière mais il fit partie de l'équipe des Indes néerlandaises (aujourd'hui l'Indonésie) qui disputa la coupe du monde 1938.